# Utz Steigleder
Utz Steigleder est un organiste et compositeur allemand dont le lieu et la date de naissance sont inconnus, mort à Stuttgart le 7 ou 8 octobre 1581.

## Biographie
Utz Steigleder entre au service du duc Ulrich de Würtemberg à Stuttgart en 1534. Il occupe les postes d'organiste de cour et d'organiste d'abbaye. Sa seule œuvre connue est le Veni Sancte Spiritus à six voix.
Il est le père d'Adam Steigleder.

## Œuvres
Comme compositeur, Utz Steigleder est l'auteur de :
- Veni Sancte Spiritus, éd. in Die Motette, no 457, Stuttgart, 1963[1].